# 심장 점액종
심장 점액종(心臟粘液腫, cardiac myxoma 또는 심방 점액종(atrial myxoma)은 심장의 양성 종양으로, 심방중격 상의 좌심방에서, 그 다음에는 우심방에서 주로 관찰된다.

## 병인
점액종이 주요 심장 종양의 가장 흔한 형태이다.
종양은 다형잠재성의 간엽 세포에서 기인하며 볼 밸브 형태의 폐색을 일으킬 수 있다.
점액종의 약 75%가 심장의 좌시망에서 발생하며, 보통은 2개의 상층 심실을 나누는 벽에서 시작한다. 나머지는 우심방에서 시작하며, 좌심실에서 시작하는 경우는 드물다. 우심방 점액종은 가끔 삼천판과 심박 세동과 관련된다.
점액종은 여성에게서 쉽게 볼 수 있다. 카니 증후군처럼 점액종 중 약 10%가 가족력이 있으며, 피부 점액종, 색소침착, 내분비 과다활동, 신경초종, 상피청색모반과 같은 일부 기타 기형이 관찰된다. 한 번에 심장의 하나 이상의 부분에서 발생하는 경향이 있으며, 다른 점액종에 비해 종종 어린 나이에 증상을 일으키기도 한다.

## 같이 보기
- 인터루킨 6